# Gerda
Gerda er et pigenavn, der stammer fra de oldnordiske Gerðr, som betyder "beskytter" eller muligvis "som tilhører gården". Det kan også have tysk oprindelse, måske som kortform af Gertrud. I Danmark bærer lidt over 10.600 personer navnet ifølge Danmarks Statistik.

## Kendte personer med navnet
- Gerda Alexander, dansk afspændingspædagog og lærer.
- Gerda Christophersen, dansk skuespiller og teaterdirektør.
- Gerda Gilboe, dansk skuespiller og sanger.
- Gerda Bekker Iserhorst, dansk forfatter.
- Gerda Madsen, dansk skuespiller.
- Gerda Neumann, dansk skuespiller og sanger.

## Navnet anvendt i fiktion
- Gerda er en af personerne i H.C. Andersens eventyr Snedronningen fra 1845.
- Gerda er titlen på et digt fra 1886 af svenskeren Esaias Tegnér den yngre.
- Bette Gerda er en figur fra tv-serien Casper & Mandrilaftalen